# Рипон Билдинг
Рипон Билдинг (там. இரிப்பன் கட்டிடம், англ. Ripon Building) — здание администрации города Ченнаи, Индия. Здание является ярким примером неоклассического стиля архитектуры, сочетающее готический, ионический и коринфский стили. Рипон Билдинг имеет белый внешний цвет и расположен вблизи центрального железнодорожного вокзала города Ченнаи.
В 2012 году была начата крупная реставрация для сохранения оригинального облика здания. Стоимость работ оценивается в 77 миллионов индийских рупий.

## История
Рипон Билдинг был полностью построен в 1913 году. На это потребовалось четыре года и сумма в 750 тысяч индийских рупий. Здание было названо в честь лорда Рипона, генерал-губернатора Британской Индии и отца местного самоуправления. Граф Минто, тогдашний вице-король Индии, открыл строительство 12 декабря 1909 года. Администрация, работавшая ранее в других зданиях, обосновались в Рипон Билдинг в 1913 году, с П. Л. Муром в качестве главы города, во время его инаугурации. На данном мероприятии приняли участие более 3000 человек из элиты города.

## Описание здания
Здание имеет прямоугольную форму и составляет 85 метров в длину и 32 метра в ширину. Высота центральной башни 43 метров, на ней установлены часы диаметром 2,5 метра. Первый из трех этажей имеет около 2800 м² пространства. Стены были построены из кирпича и оштукатурены известковым раствором, крыша поддерживается деревянными брусьями. Пол первого этажа выстлан мрамором. Одной из главных достопримечательностей здания являются куранты Вестминстера на установленных в 1913 году часах. В здании есть четыре колокола, которые были отлиты Gillett & Johnston в 1913 году.

## Здание пристройки
Пристроенное здание находится в задней части главного корпуса, который был переименован в «Amma Maaligai» в августе 2014 года. Все отделы администрации, за исключением офисов мэра и комиссара, располагаются в этой пристройке. Офисы мэра и комиссара расположены в главном здании. Здание пристройка была построена на сумму 230 миллионов индийских рупий и имеет суммарную площадь в 14000 м². При нем же имеется парковочная площадка на 50 автомобилей и 150 мотоциклов. Здание может вместить около 1000 должностных лиц. В здании также имеется зрительный зал на 500 мест, конференц-зал на 100 мест и 70 туалетов с удобствами для людей с ограниченными возможностями. В здании удалось сократить потребление энергии на 20 процентов с помощью системы кондиционирования воздуха с водяным охлаждением и теплоотражающими элементами на крыше. Здание было разработано в постмодернистском стиле, с некоторыми элементами традиционной архитектуры. Некоторые элементы дизайна общие с архитектурой колониального стиля Рипон Билдинг.